# IGo to Japan
«iGo to Japan» (en Latinoamérica: «iCarly en Japón»; en España: «iCarly va a Japón») se estrenó por la pantalla de Nickelodeon el 8 de noviembre de 2008 en Estados Unidos, siendo esta la primera película original de la serie iCarly correspondiente a la segunda temporada. La película tuvo un total de 7.6 millones de espectadores. Se estrenó el 23 de abril de 2009 también por Nickelodeon Latinoamérica y el 13 de junio de 2009 se hizo por la Nickelodeon local española.

## Reparto

### Principales
- Miranda Cosgrove como Carly Shay.
- Jennette McCurdy como Sam Puckett.
- Nathan Kress como Freddie Benson.
- Jerry Trainor como Spencer Shay.
- Mary Scheer como Sra. Benson.

### Invitados
- Ally Maki como Kyoko.
- Harry Shum, Jr. como Yuki.
- Dean Herbert como Peppy.

## Sinopsis
A Carly, Sam y Freddie les han mandado un mensaje de correo electrónico y les dicen que han sido nominados para el Premio Internacional de Internet llamado iWeb, con sede en Japón; así que Carly, Freddie, Sam, Spencer y la Sra. Benson van a Japón en un avión de carga (ya que Spencer cambia los tres boletos de primera clase de Carly, Sam y Freddie para que él y la Sra. Benson los acompañen), teniendo que lanzarse en paracaídas para aterrizar en Japón.
Una vez allá, Kyoko y Yuki, la competencia de iCarly, los invitan al centro comercial; sin embargo, era una trampa para dejarlos en la calle, así que los dejan en la carretera para que ellos ganen. Para evitar problemas, también invitan a Spencer y la Sra. Benson a un Spa, dejándolos envueltos en algas muy duras para que no se salgan. Spencer descubre los maquiavelismos planes y decide comerse las algas para salir y van en la búsqueda de Carly, Freddie y Sam para que lleguen a los premios iWeb.
Tras hallarlos en la carretera, logran llegar antes de que empiece la competencia; pero como no tienen identificaciones (Kamikaze había lanzado las maletas, y los boletos se arruinaron), les prohíben la entrada. Gracias a una travesura de la señora Benson (le quita la peluca a un oficial), logran entrar a una sala, donde los detienen. Ya que ninguno sabe el idioma del otro, Carly y Sam intentaron convencer a los policías de que eran nominados. Aprovechando la distracción, Freddie conecta su cámara a la pantalla gigante que había detrás del escenario para mostrar su comedia no programada, y así, todo el mundo los ve. 
Después, los dejan entrar y iCarly gana los premios iWeb; arrestan a Kyoko y Yuki por secuestro; y Carly, Sam, Freddie, Spencer y la Sra. Benson regresan en un barco carguero a Estados Unidos.

## Recepción
La película tuvo un total de 7.6 millones de espectadores en Estados Unidos.

## Nielsen ratings
| Canal         | Estreno                 | Audiencia      |
| ------------- | ----------------------- | -------------- |
| Nickelodeon   | 8 de noviembre de 2008  | 15,83 Millones |
| Nickelodeon   | 10 de noviembre de 2008 | 4,83 Millones  |
| YTV           | 21 de noviembre de 2008 | 0,32 Million   |
| Nick UK       | 4 de abril de 2009      | 0,29 Millones  |
| Nick Alemania | 17 de octubre de 2009   | 0,22 Millones  |